# Sébéri
Sébéri (Sébéri Djerma, Sébéri Zarma) ist ein Dorf in der Stadtgemeinde Kollo in Niger.

## Geographie

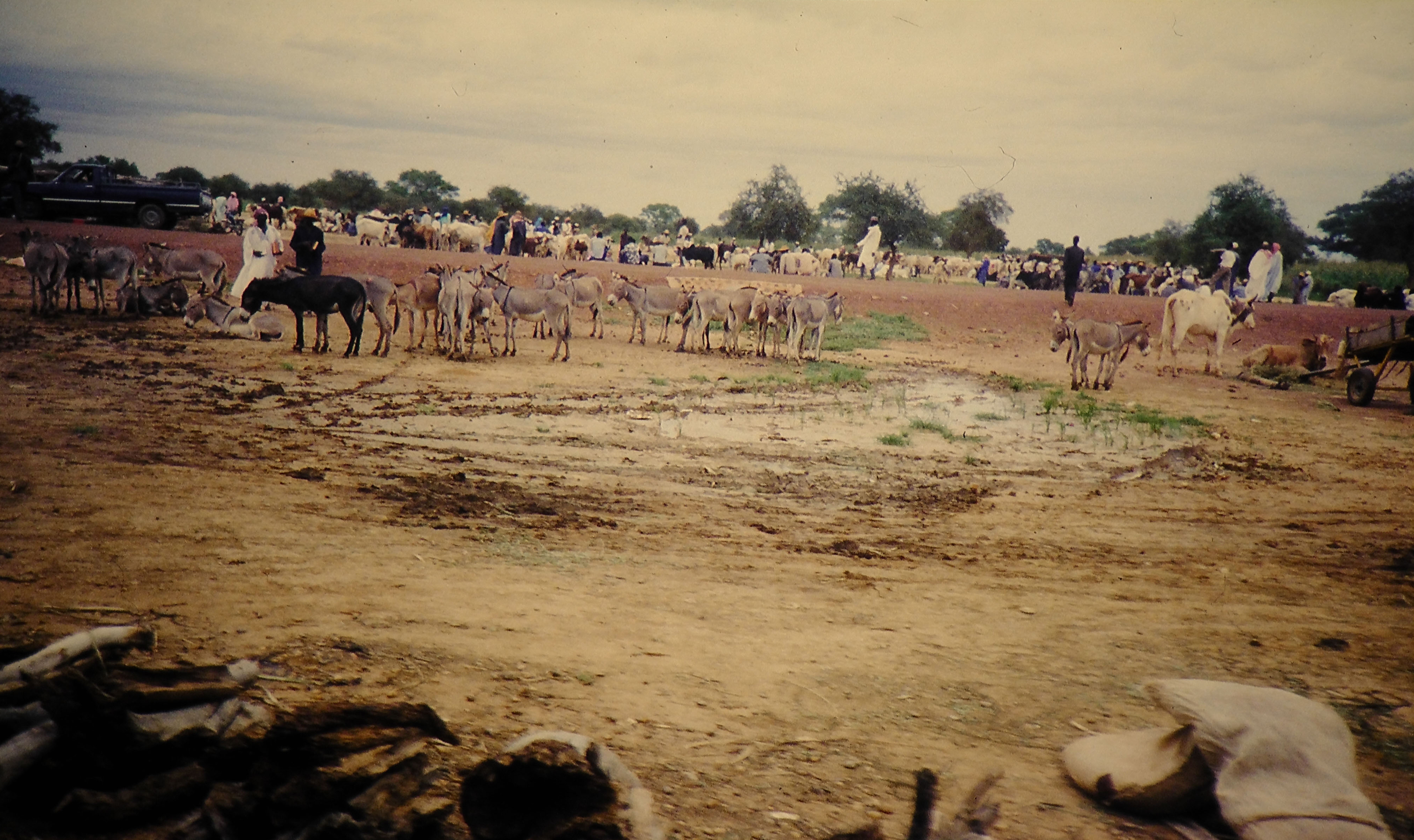
Viehmarkt in Sébéri (1990)

Das von einem traditionellen Ortsvorsteher (chef traditionnel) geleitete Dorf liegt am Fluss Niger, etwa vier Kilometer südöstlich des urbanen Zentrums der Stadtgemeinde Kollo, die zum gleichnamigen Departement Kollo in der Region Tillabéri gehört. Sébéri wird wie die gesamte Gemeinde Kollo zur Übergangszone zwischen Sahel und Sudan gerechnet. Eine Zählung der Wasservögel in Sébéri im Januar 2004 ergab 8591 Einzeltiere und 25 Arten.

## Geschichte
Sébéri hat eine Jahrhunderte alte Geschichte. Im 18. Jahrhundert sammelte sich hier eine Gruppe Maouri, von der sich ein Teil in der Gegend von Goudel niederließ, das als eine der Keimzellen der späteren nigrischen Hauptstadt Niamey gilt.
Bei einer Untersuchung im Jahr 1985 wurden beim Befall mit der Saugwürmer-Art Schistosoma haematobium unter den 5- bis 14-Jährigen eine Prävalenz von 73 Prozent und bei der gesamten Dorfbevölkerung eine Prävalenz von 57 Prozent festgestellt.

## Bevölkerung
Bei der Volkszählung 2012 hatte Sébéri 2064 Einwohner, die in 308 Haushalten lebten. Bei der Volkszählung 2001 betrug die Einwohnerzahl 1635 in 206 Haushalten und bei der Volkszählung 1988 belief sich die Einwohnerzahl auf 1319 in 180 Haushalten.

## Wirtschaft und Infrastruktur

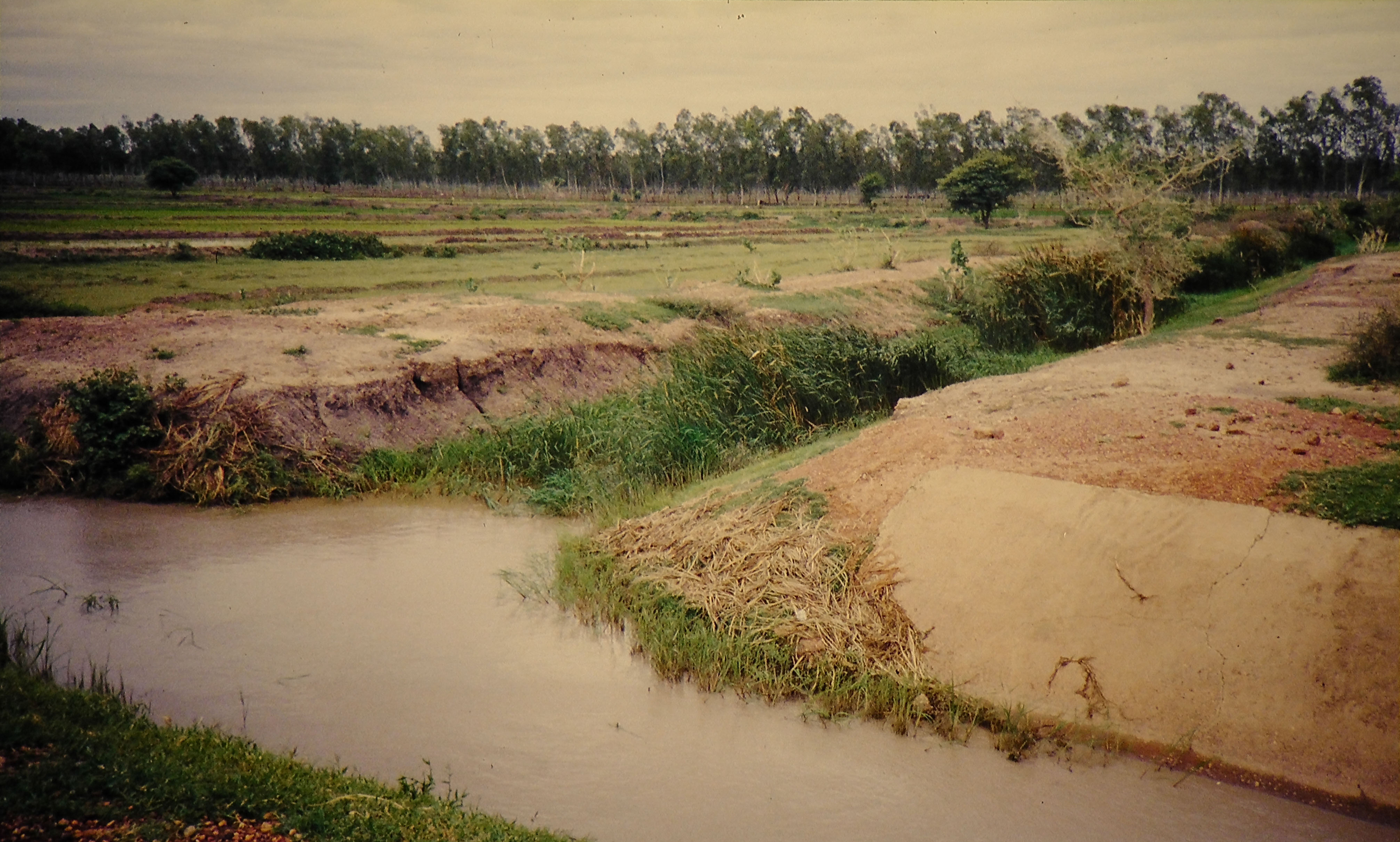
Kanal in einem Reisfeld bei Sébéri (1990)

Beim Dorf wird Nassreisanbau betrieben. Die Reisfelder wurden 1980 angelegt. Außerdem wird Saatgut für Augenbohnen und Sorghum produziert. Es gibt eine Grundschule im Ort. Diese war in den 1970er Jahren an einem groß angelegten Schulfernsehen-Projekt beteiligt, aus dem das erste nationale Fernsehprogramm der staatlichen Rundfunkanstalt ORTN hervorging. Als staatliche islamische Schule für Kinder wurde 2007 außerdem eine Medersa gegründet. Durch Sébéri verläuft die 101,2 Kilometer lange Nationalstraße 31 zwischen Niamey und Kirtachi.

## Persönlichkeiten
Sébéri ist der Geburtsort von Koulba Baba (1899–1975), eines Erzählers vom Berufsstand der Djesseré.